# Панос Панайотопулос
Панос Панайотопулос (грец. Πάνος Παναγιωτόπουλος; нар. 11 грудня 1957, Афіни) — грецький політик. Міністр культури і спорту з червня 2013 по червень 2014, раніше обіймав посаду міністра оборони з червня 2012 по червень 2013.
Він був речником уряду Греції (2007) і партії «Нова демократія» (листопад 2009 — січень 2011). У минулому він працював міністром праці та соціального захисту з 2004 по 2006 в уряді Костаса Караманліса.

## Персональна інформація
Він служив у ВПС Греції з 1978 по 1980. Він вивчав цивільне будівництво в Афінському національному технічному університеті і право в Афінському університеті, а також в Університеті Венсен у Сен-Дені. Він також навчався у французькому Інституті Афін. Він володіє англійською і французькою мовами. Був одружений, має сина.